# ثرمان
ثُرْمان شبيه الكَرمة أو سبانخ قوقازي (الاسم العلمي: Hablitzia tamnoides)، نبات أحادي النوع من جنس الثُرْمان. هو نبات عشبي معمر صالح للأكل، ينتمي إلى فصيلة القطيفية، موطنه الأصلي منطقة القوقاز.